# Cuautamanis
Cuautamanis är en ort i Mexiko.   Den ligger i kommunen Xochiapulco och delstaten Puebla, i den sydöstra delen av landet, 160 km öster om huvudstaden Mexico City. Cuautamanis ligger 1 720 meter över havet och antalet invånare är 262.
Terrängen runt Cuautamanis är huvudsakligen kuperad, men åt nordväst är den bergig. Runt Cuautamanis är det ganska tätbefolkat, med 129 invånare per kvadratkilometer. Närmaste större samhälle är Zaragoza, 13,5 km sydost om Cuautamanis. Omgivningarna runt Cuautamanis är en mosaik av jordbruksmark och naturlig växtlighet.